# Hum Hain Rahi Pyaar Ke
Hum Hain Rahin Pyaar Ke (hindi: हम हैं राही प्यार के, urdu: ہم ہیں راہی پیار کے, tłum. Podróżujemy drogą miłości) to bollywoodzki dramat miłosny i rodzinny z Aamir Khanem i Juhi Chawla w rolach głównych. W 1993 roku wyreżyserował go Mahesh Bhatt, autor Duplicate i Zakhm. Film opowiada historię Rahula, który po śmierci siostry podejmuje się opieki nad trojgiem dzieci.
Film nawiązuje do dramatu Dom na łodzi z Carym Grantem i Sophią Loren w rolach głównych. 8 lat potem Juhi Chawla stworzyła podobna parę opiekującą się osieroconymi dziećmi z Shah Rukh Khanem w One 2 Ka 4.

## Motywy kina indyjskiego
- dzieci (One 2 Ka 4, King Uncle) * sieroty * opieka wujka nad sierotami (One 2 Ka 4) * zniewieściały tancerz (Varalaru) * modlitwa do Boga o pomoc * kobieta napastująca mężczyznę (Chaahat, Aitraaz) * zagrożenie bankructwem (Baazigar) * latawiec* radość z deszczu (Lagaan) * sprzedaż siebie w małżeństwie (Hum Aapke Dil Mein Rehte Hain) * nakładanie dziewczynie bransolet jako znak miłości (Czasem słońce, czasem deszcz) * niezgoda rodzica na małżeństwo * kasty * pojednanie

## Fabuła
Rahul Malhotra (Aamir Khan) ma na głowie biznes i opiekę nad trójką dzieci swojej zmarłej siostry. Jakby mało mu było kłopotów z pracą i pocieszaniem zasmuconych sieroctwem dzieci, musi ponadto uganiać się od zalotów polującej na niego Mayi. Kapryśna, władcza dziewczyna oczekuje od ojca kupienia opierającego się jej Rahula. Ojciec intrygami doprowadza Rahula na krawędź bankructwa. Tylko ślub z Mayą może zabezpieczyć dalszy byt Rahula i jego podopiecznych. Ale do jego domu dzieci przyprowadziły w międzyczasie rezolutną i pełną ciepła Vaiyjanti (Juhi Chawla). W tej sytuacji jej zakochane serce musi szybko podpowiedzieć jakieś rozwiązanie.

## Muzyka i piosenki
Autorami muzyki jest duet Nadeem-Shravan, twórcy muzyki do takich filmów jak Deewana, Raja Hindustani, Zamaana Deewana, Dil Hai Ki Manta Nahin, Pardes, Aa Ab Laut Chalen, Raaz, Więzy miłości, Wiem, czym jest miłość, Hum Tumhare Hain Sanam, Dil Hai Tumhaara, Dil Ka Rishta, Yeh Dil, Andaaz, Qayamat, Hungama, Tumsa Nahin Dekha, Bewafaa, Deszcz czy Dosti: Friends Forever.
- Ghunghat Ki Od Se Dilbar kha Kumar Sanu Alka Yagnik
- Kaash Koi Ladki Kumar Sanu AlkaYagnik
- Woh Meri Neend Mera Chain'by Sadhna Sargam
- Bambai Se Gayi Poona Alka Yagnik
- Hum hain raahi pyaar ke -

## Obsada
- Aamir Khan ... Rahul Malhotra – nominacja do Nagrody Filmfare dla Najlepszego Aktora
- Juhi Chawla ... Vaijanty Iyer – Nagroda Filmfare dla Najlepszej Aktorki
- Dalip Tahil ... Sindhi Businessman Bijlani
- Navneet Nishan... Maya
- K.D.Chandran ... p. Iyer
- Veeru Krishnan ... Natraj Iyer
- Tiku Talsania ... Adwokat Homi Wadia
- Mushtaq Khan ... Bhagwati Prasad Mishra / Mishraji
- Javed Khan ... złodziej Chhotya
- Sharokh Irani ... Vicky
- Kunal Khemu ... Sunny
- Baby Ashrafa ... Munni

## O twórcach filmu
- Juhi Chawla od debiutu Aamir Khana w 1988 w Qayamat Se Qayamat Tak wystąpiła z nim w parze w Daulat Ki Jung, Love Love Love, a po omawianym filmie ostatni raz w Ishq w 1997 roku.